# FV Большого Пса
FV Большого Пса (лат. FV Canis Majoris), HD 54309 — двойная звезда в созвездии Большого Пса на расстоянии приблизительно 2987 световых лет (около 916 парсеков) от Солнца. Видимая звёздная величина звезды — от +5,88m до +5,61m.

## Характеристики
Первый компонент — бело-голубая переменная Be-звезда (BE) спектрального класса B2V:nn или B2(V)nn. Масса — около 19 солнечных, светимость — около 105000 солнечных. Эффективная температура — около 20989 К.